# Шевченко (Одесская область)
Шевченко (укр. Шевченка) — село, относится к Березовскому району Одесской области Украины.
Население по переписи 2001 года составляло 39 человек. Почтовый индекс — 67051. Телефонный код — 8-04857. Занимает площадь 0,68 км². Код КОАТУУ — 5123583403.

## Местный совет
67051, Одесская обл., Николаевский р-н, с. Петровка, ул. Мира, 57